# Sinus Fidei

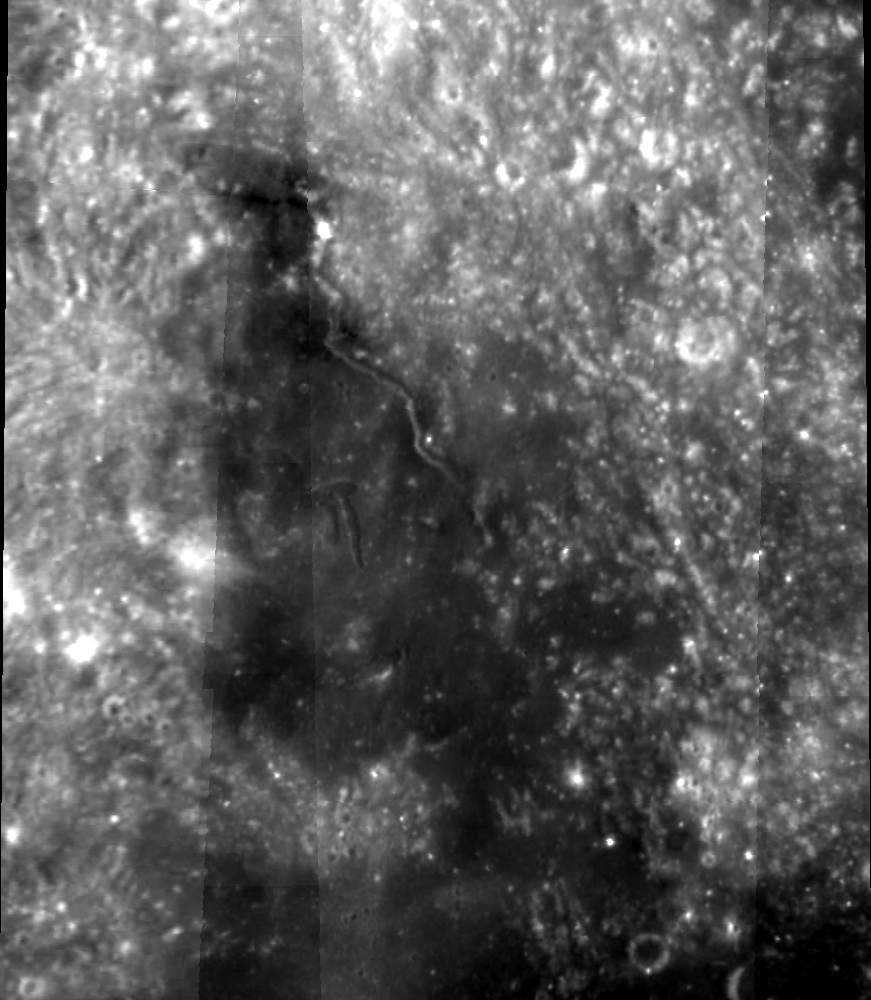
Sinus Fidei

Sinus Fidei (łac. Zatoka Wiary/Zatoka Zaufania) – zatoka morza księżycowego, położona w regionie Terra Nivium. Jej współrzędne selenograficzne to 18,0° N, 2,0° E, a średnica wynosi 70 km. Nazwa została zatwierdzona przez Międzynarodową Unię Astronomiczną w roku 1976.